# Olof Immanuel Fåhræus

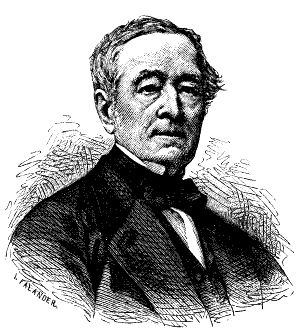
Olof Immanuel Fåhræus

Olof Immanuel Fåhræus (* 23. März 1796 in Slite, Gotland; † 28. Mai 1884 in Stockholm) war ein schwedischer Politiker und Entomologe.

## Leben
Fåhræus studierte an der Universität Uppsala. Er war nach dem Kanzleiexamen ab 1816 Kanzleibeamter und machte Karriere beim schwedischen Zoll. 1834 wurde er Staatssekretär im Handels- und Finanzministerium. Er wurde Staatsrat und 1840 bis 1847 Zivilminister, wobei er einige bedeutende Reformen durchführte. Er gründete Navigations- und Landwirtschaftsschulen, schaffte die Zünfte ab, richtete Industrie- und Handelskammern ein und setzte sich für die Reform von Straf- und Erbschaftsrecht ein (Gleichberechtigung von Töchtern in der Erbfolge).
1847 wurde er Gouverneur (Landshövding) von Göteborg und bewies in den politischen Unruhen 1848 Geschick. 1864 zog er nach Stockholm. 1867 bis 1872 war er Vertreter von Göteborg und Bohus im schwedischen Oberhaus (Första kammaren). Im Parlament (Reichstag), in dem er bis 1878 war, setzte er sich vor allem für Freihandel ein.
Sein Zwillingsbruder war der Politiker Johan Fredrik Fåhræus (1796–1865). 1823 heiratete er seine Kusine Laura Adolfina Sturtzenbecker (1803–1875).

## Ehrungen und Mitgliedschaften
Als 1838 La Société Cuvierienne gegründet wurde, war er eines der 140 Gründungsmitglieder der Gesellschaft. 1831 wurde er Mitglied der Königlichen Wissenschafts- und Literaturgesellschaft in Göteborg, 1840 der Königlich Schwedischen Akademie der Wissenschaften. Zudem war er Ehrenmitglied der Königlichen Gesellschaft der Wissenschaften in Uppsala (1845), der Kungliga Vitterhets Historie och Antikvitets Akademien (1848) und der Königlichen Physiographischen Gesellschaft in Lund (1878). 1842 wurde er von Karl XIV. Johann (Schweden) in den Ritterstand erhoben. 1877 wurde er Ehrendoktor in Uppsala.

## Schriften
- mit Carl Johan Schönherr: Genera et species Curculionidum, 6 Teile, Paris 1838 bis 1844
- Coleoptera Caffrariae, in der Reihe Insecta Caffrariae von Carl Henrik Boheman, 1848 bis 1857